# Säkularinstitut des heiligen Franz von Sales
Das Säkularinstitut des heiligen Franz von Sales (auch Salesianisches Weltinstitut oder Salesschwestern) ist ein Institut des geweihten Lebens innerhalb der Römisch-katholischen Kirche und als Säkularinstitut anerkannt. Es wurde 1939 in Wien vom salesianischen Ordenspriester Franz Reisinger OSFS (1889–1973) gegründet und ist nach eigenen Angaben in Brasilien, Deutschland, Ecuador, Namibia, Österreich und USA vertreten.

## Geschichte
Ursprung der Gemeinschaft ist ein Gesprächskreis von Frauen, der 1939 vom Provinzial der Österreichisch-Süddeutschen Ordensprovinz der Sales-Oblaten, Franz Reisinger, gegründet wurde, der als Seelsorger in der Wiener Pfarrei St. Anna tätig war. In der Gruppe entwickelte sich der Wunsch, eine verbindliche Gemeinschaft zu gründen, und so erarbeiteten die Frauen mit Pater Reisinger ein Regelwerk für eine vorläufig Sales-Schwestern genannte Gemeinschaft. 1939 schlossen sich ihr zwei der Frauen verbindlich an, 1944 waren es 20 Mitglieder.
Erzbischof Theodor Kardinal Innitzer erteilte am 19. April 1947 die Erlaubnis zur Bildung einer kanonischen Vereinigung von Gläubigen. Diese erhielt im Jahr 1964 von Franz Kardinal König den Status als Säkularinstitut diözesanen Rechts. Franz Reisinger war bis zu seinem Tod der geistliche Assistent. Die Salesschwestern arbeiten heute in Brasilien, Deutschland, Ecuador, Namibia, Nigeria, Österreich und den USA. Ihr Generalat ist in Wien beheimatet.

## Lebensform
Die Salesschwestern verpflichten sich, nach den Evangelischen Räten (Armut, Ehelosigkeit und Gehorsam) zu leben. Die Spiritualität orientiert sich an dem heiligen Franz von Sales und den für die Salesianer festgelegten Ordensregeln. Aufgenommen werden unverheiratete oder verwitwete Frauen zwischen 25 und 60 Jahren. Eine zweijährigen Einführungszeit schließt mit der Ableistung des Gelübdes ab. Außer den Schwestern, die das Gelübde ablegt haben, gehören auch assoziierte Mitglieder (Männer und Frauen ohne Gelübde) zum Säkularinstitut.
Die Mitglieder leben nicht in klösterlichen Gemeinschaften und gehen ihren Berufen nach. Gemeinschaftliches Leben wird bei regelmäßigen Treffen, Besinnungstagen, Exerzitien und persönlichen Begegnungen praktiziert.